# Ragnar Bred
Stig Olof Ragnar Bred, född 18 februari 1923 i Björlanda församling, död 9 oktober 2002 i Karl Johans församling, Göteborg, var en svensk fotbollsspelare (anfallare) som representerade Örgryte IS, Gårda BK och Gais i Allsvenskan på 1940-talet.
Bred debuterade, blott 16 år gammal, för Örgryte IS i Allsvenskan 1939/1940, och spelade två allsvenska matcher (inga mål) för Öis då klubben för första gången trillade ur högsta serien. Våren 1943 gick han till Gårda BK, för vilka han spelade åtta allsvenska matcher (två mål) då även Gårda åkte ur Allsvenskan säsongen 1942/1943. 1945 kom han till Gais, där han säsongen 1945/1946 spelade tre allsvenska matcher (två mål). Bägge målen kom i en bortamatch mot Halmstads BK på Örjans vall i maj 1946.
Bred beskrivs som liten, vesslesnabb och skottvillig, men med svagheten att han sällan orkade mer än en halvlek innan krafterna tröt.